# Elezioni parlamentari in Iraq del gennaio 2005
Le elezioni parlamentari in Iraq del gennaio 2005 si tennero il 30 gennaio per il rinnovo dell'Assemblea nazionale irachena, come previsto dalla Costituzione provvisoria approvata nel marzo 2004 dal Consiglio di governo iracheno. L'Assemblea aveva tre compiti: 
- scrivere la Costituzione definitiva dell'Iraq.
- nominare l'esecutivo iracheno (Presidente, Primo ministro, governo) e i dispositivi giuridici atti a controllarlo
- votare le leggi proposte da tale esecutivo.

Secondo la Costituzione provvisoria, il progetto di Costituzione adottata da questa Assemblea sarebbe stata sottoposta a referendum nell'ottobre 2005. Se gli iracheni l'avessero respinta, una nuova Assemblea costituente sarebbe stata eletta nel mese di novembre.
Malgrado gli attentati dei gruppi radicali sunniti, in particolare del gruppo di Abū Muṣʿab al-Zarqāwī, la partecipazione del 59 % fu più alta del previsto. Tuttavia essa nascondeva numerose disparità etniche e regionalistiche, dal momento che gli sciiti e i curdi avevano massicciamente partecipato alle elezioni, mentre i sunniti le boicottarono. Così, il tasso di partecipazione nel ribelle e sunnita al-Anbār è valutata solo al 2 % degli aventi diritto. Ugualmente, i principali partiti sunniti, come pure il Comitato degli ʿulamāʾ sunniti, invitarono i cittadini al boicottaggio delle elezioni.
La commissione elettorale rese noti i risultati provvisori il 13 febbraio 2005, risultati suscettibili di ricorso per frode elettorale:

## Risultati
| Lista                                                          | Voti      | %     | Seggi | Leader                                                       |
| -------------------------------------------------------------- | --------- | ----- | ----- | ------------------------------------------------------------ |
| Alleanza irachena unita                                        | 4.075.292 | 48,19 | 140   | Abd al-Aziz al-Hakim, Ibrahim al-Ja'fari, Husayn Shahristani |
| Alleanza democratica e patriottica del Kurdistan               | 2.175.551 | 25,73 | 75    | Jalal Talabani, Mas'ud Barzani                               |
| Lista irachena                                                 | 1.168.943 | 13,82 | 40    | Iyad Allawi                                                  |
| Gli Iracheni                                                   | 150.680   | 1,78  | 5     | Ghazi Mash'al Ajil al-Yawar                                  |
| Fronte Turkmeno Iracheno                                       | 93.480    | 1,11  | 3     | Faruq 'Abd Allah 'Abd al-Rahman                              |
| Partito Nazionale Indipendente dei Quadri e delle Elites       | 69.938    | 0,83  | 3     | Fatah al-Shaykh                                              |
| Unione del Popolo                                              | 69.920    | 0,83  | 2     | Hamid Majid Musa                                             |
| Gruppo islamico del Kurdistan                                  | 60.592    | 0,72  | 2     | 'Ali 'Abd al-'Aziz                                           |
| Organizzazione dell'azione islamica in Iraq - Comando centrale | 43.205    | 0,51  | 2     |                                                              |
| Alleanza Nazional Democratica                                  | 36.795    | 0,44  | 1     |                                                              |
| Lista Nazionale Rafidayn                                       | 36.255    | 0,43  | 1     | Yonadem Kana                                                 |
| Blocco Riconciliazione e Liberazione                           | 30.796    | 0,36  | 1     | Mishan Jiburi                                                |
| Assemblea irachena dell'Unità nazionale                        | 23.686    | 0,28  | -     | Dr. Nehro Muhammad                                           |
| Assemblea degli Indipendenti Democratici                       | 23.302    | 0,28  | -     | Adnan Pachachi                                               |
| Partito Islamico Iracheno                                      | 21.342    | 0,25  | -     | Muhsin 'Abd al-Hamid                                         |
| Movimento della Da'wa Islamica                                 | 19.373    | 0,23  | -     | 'Adil 'Abd al-Rahim                                          |
| Raduno nazionale iracheno                                      | 18.862    | 0,22  | -     | Husayn al-Jiburi                                             |
| Assemblea repubblicana irachena                                | 15.452    | 0,18  | -     | Sa'ad al-Janabi                                              |
| Monarchia Costituzionale - Al-Sharif 'Ali ibn al-Husayn        | 13.740    | 0,16  | -     | Sharif 'Ali ibn al-Husayn                                    |
| Altri                                                          | 309.062   | 3,65  | -     |                                                              |
| Totale                                                         | 8.456.266 | 100   | 275   |                                                              |
| Voti non validi                                                | 94 305    | —     |       |                                                              |
| Votanti                                                        | 8.550.871 | —     |       |                                                              |

La campagna elettorale è cominciata il 15 dicembre 2004 e i seggi sono stati assegnati in base al criterio proporzionale.